# 遠藤政治
遠藤 政治（えんどう まさはる、1933年６月２日 - ）は、日本の漫画家、アニメーション監督、演出家。山梨県出身。

## 略歴
画家を目指して上京、絵の勉強をしながらそば屋の出前として働いていたが、客だった漫画家の永島慎二と知り合い意気投合、永島の薦めにより漫画を描き始める。1954年、若木書房より貸本漫画家としてデビュー。同じく若木書房で執筆していたつげ義春と親交を深める。『迷路』『鉄人』などの短編誌で活躍し、1959年、週刊少年マガジンの創刊号より『冒険船長』を連載する。
その後、作品が粗製乱造される貸本漫画業界に嫌気がさし、アニメの世界に転向。1972年、斎藤博とスタジオを設立し独立したのち、1973年、瑞鷹エンタープライズのアニメ制作部門として（のちに日本アニメーションに改組される）ズイヨー映像に斎藤、高畑勲、宮崎駿らと参加。1973年『山ねずみロッキーチャック』、1975年『みつばちマーヤの冒険』、1976年『ピコリーノの冒険』、1977年『あらいぐまラスカル』で監督を務めた。

## 作品歴
- 鉄腕アトム（1963年、虫プロダクション、演出）
- どろろ（1969年、虫プロダクション、演出）
- 巨人の星（1968年、東京ムービー、コンテ）
- 天才バカボン（1971年、東京ムービー、コンテ）
- 山ねずみロッキーチャック（1973年、ズイヨー映像、監督）
- みつばちマーヤの冒険（1975年、日本アニメーション、監督 ※途中降板）
- ピコリーノの冒険（1976年、日本アニメーション、監督、キャラクターデザイン）
- あらいぐまラスカル（1977年、日本アニメーション、監督、キャラクターデザイン[2] ※ノンクレジット)
- 宇宙戦艦ヤマトIII（1980年、東京動画、コンテ）
- オーディーン 光子帆船スターライト（1985年、ウエスト・ケープ・コーポレーション/東映、作画監督 ※湖川友謙、高橋信也、金田伊功、角田紘一と共同、コンテ ※白土武と共同）
- 銀牙 流れ星 銀（1986年、東映、作画監督）